# Chiesa di San Bartolomeo (Brescia)
La chiesa di San Bartolomeo, nota anche come chiesa di San Bartolomeo di Contegnaga, è una ex chiesa di Brescia, situata in via Moretto tra Piazza Moretto e Piazzetta Sant'Alessandro, immediatamente a ovest della Piazza Moretto sul lato nord della via.
Fondata tra il 1236 e il 1245 dagli Umiliati, passa ai Somaschi nel Seicento e viene definitivamente soppressa nel 1797, diventando una caserma assieme al convento annesso. Abolita anche la caserma nel 2009, è stata acquistata nel 2010 da un'impresa immobiliare. Dell'originale apparato decorativo rimangono molti affreschi seicenteschi nella chiesa e negli edifici conventuali, più tracce di pitture duecentesche sulla fiancata sud. Perduti sono invece gli arredi liturgici e tutte le pale d'altare, molte delle quali di grande pregio artistico.

## Storia
Tra il 1236 e il 1245, nell'area compresa tra Porta Matolfa (Piazza Moretto) e il Vaso Molin del Brolo (passante per Piazzetta Sant'Alessandro), al limite sudorientale della centro storico cittadino, si stabilì il gruppo degli Umiliati "di Contignaga", che edificò il proprio monastero e acquisì terreni grazie all'intraprendenza del frate fondatore Giovanni de Contignaga, dal quale proviene l'appellativo della chiesa.
In poco tempo, la comunità religiosa ricevette dal Comune quattro importanti investiture, cioè custodia del grano, l'ufficio del sale, il controllo del bilancio comunale e la vigilanza sulle mercanzie in entrata e in uscita dalla città, acquisendo subito una notevole rilevanza sociale ed economica all'interno del panorama cittadino. L'ordine degli Umiliati fu poi definitivamente sciolto nel 1571 da papa Pio V a causa del grave decadimento dei costumi e della cattiva gestione del patrimonio ecclesiastico. L'abolizione dell'ordine rese necessaria l'istituzione della commenda sulla gestione del monastero: il patrimonio della domus umiliata di Contignaga venne affidato alla famiglia Pesaro, di origini venete. Lo scioglimento dell'ordine, fra l'altro, coinvolse anche il convento di Santa Maria delle Grazie sempre a Brescia, anch'esso gestito dagli Umiliati.
La situazione rimane invariata per diversi decenni, fino a che, nel 1643, la chiesa di San Bartolomeo e gli annessi edifici conventuali furono ceduti ai padri Somaschi, che vi istituirono un collegio assai rinomato, in cui si formarono importanti
intellettuali bresciani quali Giovanni Maria Mazzucchelli e Gian Battista Corniani. Nel 1694 i frati procedettero anche alla ricostruzione della chiesa, aggiungendo una nuova abside a pianta quadrata. Nel 1797 l'ordine dei padri Somaschi venne soppresso e il complesso di San Bartolomeo, al pari di molti altri in città, fu indemaniato dalla Repubblica Bresciana e trasformato in centro militare per la manifattura di armi d'ordinanza. Al termine della dominazione francese, anche gli Austriaci
mantennero la produzione armiera, sebbene ridotta, tanto che nel 1859 il complesso di San Bartolomeo assunse la denominazione di Arsenale. Durante la seconda guerra mondiale tutta l'area viene gravemente danneggiata dai bombardamenti aerei e, solo a partire dal 1963, negli ambienti in parte ricostruiti si insediarono diversi comandi dell'Esercito, preservando dunque l'originale destinazione del soppresso monastero. Nel 1979 la Caserma viene intitolata alla memoria di Serafino Gnutti, sottotenente e comandante di plotone del VI Reggimento Battaglione Alpini “Val Chiese”, caduto in Albania il 21 gennaio 1941.
La caserma viene definitivamente destituita solamente nel luglio 2009 e messa all'asta l'anno successivo, nel luglio 2010. L'asta si è conclusa con l'acquisto del complesso da parte di un'impresa immobiliare per circa 9 milioni di euro.

## Descrizione
Della chiesa di San Bartolomeo è visibile da via Moretto solamente la fiancata sud, il coronamento della facciata e l'abside, a causa della presenza di un muro e altri fabbricati a fianco della facciata, non presenti in origine, quando la chiesa dava su un piccolo sagrato direttamente connesso alla via dietro l'abside della chiesa di Sant'Alessandro. Internamente, la chiesa è ad aula unica con quattro altari laterali e presenta un ricco apparato di affreschi realizzati tra la fine del Seicento e i primi anni del Settecento da un anonimo pittore, fortunatamente conservati durante la presenza della caserma. Lungo la navata sono presenti nella volta le Allegorie della Fede e della Volontà, organizzate attorno all'affresco principale raffigurante la Gloria di san Bartolomeo. Nella zona absidale sono invece rappresentate a destra la Passione di Cristo e a sinistra San Michele arcangelo. Nella volta sopra l'altare maggiore è dipinta la Gloria del Santissimo Sacramento, mentre sull'arco santo è rappresentata la Salita al calvario, cui corrisponde simbolicamente, l'affresco in controfacciata raffigurante un cuore alato con la scritta AMOR ADDIT, cioè "l'amore aggiunge", testimonianza della devozione al Sacro Cuore di Gesù.
La letteratura artistica ricorda la presenza nella chiesa di San Bartolomeo di importanti pale d'altare e affreschi realizzato dal Moretto, da Lattanzio Gambara, Pietro Marone, Giuseppe Tortelli, Giovanni Antonio Cappello, Francesco Paglia, Francesco Savanni e Francesco Zuccarelli. Ad eccezione di un dipinto conservato in collezione privata a Chiari, tutte le tele sono andate perdute.
Uniche testimonianze sopravvissute dell'apparato decorativo dell'originale chiesa duecentesca sono tracce di affresco sulla fiancata su via Moretto, che riproducono un motivo ad archetti rosso acceso e una scena più complessa, in cui una figura angelica con vesti viola ed ali rosse, recante in mano un elemento vegetale, si rivolge ad una seconda figura disposta all'interno di un clipeo circolare, forse un Cristo pantocratore. La staticità delle figure e il particolare cromatismo concorrono a datare queste testimonianze tra la fine del Duecento e l'inizio del Trecento. Nella parte conventuale, invece, si conservano ancora il porticato che cinge il primo chiostro e una serie di ambienti di rappresentanza, a pianterreno e ai piani superiore, con decorazioni e soffitti affrescati risalenti alla ricostruzione seicentesca effettuata dai Somaschi.